# والتر براک
والتر براک (آلمانی: Walter Brack) (زاده ۲۰ نوامبر ۱۸۸۰ - درگذشته ۱۹ ژوئیه ۱۹۱۹) شناگر اهل آلمان بوده است.
از افتخارات وی می‌توان به کسب مدال طلا ۱۰۰ یارد کرال پشت و مدال نقره ۴۴۰ یارد کرال پشت در بازی‌های المپیک تابستانی ۱۹۰۴ اشاره کرد.